# Markus Kröll
Markus Kröll, né le 17 mars 1972 à Eisenstadt, est un coureur de fond autrichien spécialisé en course en montagne. Il est double champion d'Autriche de course en montagne.

## Biographie
Né à Eisenstadt, il grandit dans le village de Ginzling dans le Zillertal où il se forge une passion pour la montagne, notamment avec son cousin Richard.
Il débute l'athlétisme sur piste, d'abord sur 400 mètres puis se spécialise progressivement en course de fond. Après s'être essayé au marathon, il revient à ses amours d'enfance et se spécialise en course en montagne où il démontre ses bonnes performances en remportant le titre de champion du monde junior de course en montagne 1990. L'année suivante, il remporte la médaille d'argent derrière l'Allemand Ulrich Seidl.
Son passage en catégorie senior s'avère plus compliqué et il ne parvient pas à obtenir de bons résultats sur la scène internationale. Après une victoire à la course de montagne de Gamperney en 1994 et à la première édition de la course de montagne du Feuerkogel en 1996, il revient sur le devant de la scène en commençant sa série de victoire au Dolomitenmann en 1997. Le 7 juillet 2002, lors des championnats d'Europe de course en montagne à Câmara de Lobos, l'équipe autrichienne part en peloton groupé mené par Markus et occupant les places 6 à 9. Dans la montée finale, alors qu'Helmut Schmuck craque et perd de nombreuses places, Florian Heinzle accélère et passe devant Markus. Le trio restant termine alors toujours groupé sixième, septième et huitième et décroche la médaille d'argent au classement par équipes.
Le 3 juin 2007, il termine quatrième de la course de montagne du Hochkar remportée par le Polonais Andrzej Długosz. En tant que meilleur Autrichien, il remporte le titre de champion d'Autriche de course en montagne. Le 1er juin 2008, il double la mise en terminant deuxième de la course de montagne de Retenegg également remportée par Andrzej Długosz.
Il délaisse ensuite la compétition et à partir de 2012, se met au trail. L'année suivante, il devient le premier athlète à effectuer la Berliner Hohenweg, un parcours de 95,4 km comprenant un dénivelé positif total de 13 320 m, en moins de 24 heures,.
Artiste peintre et restaurateur à Mayrhofen, il représente sa ville comme ambassadeur sportif et s'investit dans la création d'événèments sportifs tels que la Harakiri-Run ou le Mayrhofen Zillertal Ultraks.

## Palmarès

### Course en montagne
| no  | masculin           | Course                                        | Longueur | Départ          | Temps           |
| --- | ------------------ | --------------------------------------------- | -------- | --------------- | --------------- |
| 1re | Médaille d'or      | Course de montagne de Gamperney               | 8,1 km   | 29 mai 1994     | 42 min 50 s     |
| 1re | Médaille d'or      | Course de montagne du Feuerkogel              | 11,5 km  | 4 août 1996     | 1 h 2 min 36 s  |
| 2e  | Médaille d'argent  | Course de Schlickeralm                        | 11,2 km  | 9 août 1998     |                 |
| 7e  | 7e                 | Championnats d'Europe de course en montagne   | 13,2 km  | 7 juillet 2002  | 59 min 45 s     |
| 3e  | Médaille de bronze | Course de Schlickeralm                        | 11,2 km  | 1er août 2004   | 1 h 2 min 15 s  |
| 1re | Médaille d'or      | Championnats d'Autriche de course en montagne | 10,5 km  | 3 juin 2007     | 59 min 59 s     |
| 3e  | Médaille de bronze | Course de montagne du Grossglockner           | 13,4 km  | 15 juillet 2007 | 1 h 16 min 24 s |
| 1re | Médaille d'or      | Championnats d'Autriche de course en montagne | 10,4 km  | 1er juin 2008   | 49 min 55 s     |
| 2e  | Médaille d'argent  | Course de montagne de Gamperney               | 8,8 km   | 30 mai 2010     | 46 min 39 s     |

### Trail
| no | masculin           | Course               | Longueur | Départ       | Temps           |
| -- | ------------------ | -------------------- | -------- | ------------ | --------------- |
| 3e | Médaille de bronze | Mozart 100 Scenic 55 | 54,6 km  | 23 juin 2012 | 5 h 15 min 38 s |
| 2e | Médaille d'argent  | Karwendelmarsch      | 52 km    | 30 août 2014 | 4 h 21 min 17 s |
| 2e | Médaille d'argent  | Mozart 100 Scenic 55 | 56,2 km  | 20 juin 2015 | 4 h 20 min 40 s |